# The Beach Bum
The Beach Bum is een Amerikaanse komische stonerfilm uit 2019 onder regie van Harmony Korine. De hoofdrol wordt vertolkt door Matthew McConaughey.

## Verhaal
Moondog was ooit een succesvolle poëet maar leeft nu in de Florida Keys op drank, drugs en het fortuin van zijn echtgenote Minnie. Hij is een rebelse stoner die volgens zijn eigen regels leeft, tot het noodlot toeslaat en hij verplicht wordt om zijn leven opnieuw op orde te krijgen en zijn langverwachte roman eindelijk af te ronden.

## Rolverdeling
| Acteur              | Personage    |
| ------------------- | ------------ |
| Matthew McConaughey | Moondog      |
| Snoop Dogg          | Lingerie     |
| Isla Fisher         | Minnie       |
| Zac Efron           | Flicker      |
| Stefania LaVie Owen | Heather      |
| Martin Lawrence     | Captain Wack |
| Jonah Hill          | Lewis        |
| Jimmy Buffett       | Als zichzelf |

## Productie
In februari 2017 raakte bekend dat Matthew McConaughey de hoofdrol zou vertolken in The Beach Bum, een filmproject van Harmony Korine. In oktober 2017 werd Isla Fisher gecast als de echtgenote van de protagonist. In december 2017 werd ook Zac Efron aan het project toegevoegd. De opnames gingen in november 2017 van start.
In mei 2017, op het filmfestival van Cannes, werden de Amerikaanse distributierechten verkocht aan Neon. De Belgische en Nederlandse distributierechten werden opgepikt door The Searchers. Op 9 maart 2019 ging de film in première in Austin (Texas) als onderdeel van het festival South by Southwest.